# Solorina crocea
Solorina crocea, auch als Safranflechte bezeichnet, ist eine Laubflechte.

## Beschreibung
Die Lageroberseite ist grau- bis braunoliv, die Unterseite leuchtend orange. Die runden Apothecien werden 2–10 mm groß und sind eingesenkt, aber nicht vertieft sitzend. Die Photobionten sind Grünalgen der Gattung Coccomyxa. Oberseits oder intern befinden sich Cephalodien mit Nostoc-Bakterien.

## Standort
Die Safranflechte ist in den Alpen eine Charakterart für Schneetälchen und arktisch alpin verbreitet.